# 21398 Цзенгошоу
21398 Цзенгошоу (21398 Zengguoshou) — астероїд головного поясу, відкритий 20 березня 1998 року.
Тіссеранів параметр щодо Юпітера — 3,619.